# Pazifischer Kriegsrat
Der Pazifische Kriegsrat (engl. Pacific War Council) war ein beratendes Gremium, das während des Pazifikkrieges wöchentlich in Washington zum Kriegsfortschritt im Pazifik tagte. Gegründet im April 1942 trafen sich unter dem Vorsitz von Roosevelt und dem stv. Vorsitzenden Harry Hopkins zunächst Lord Halifax (Vereinigtes Königreich), Dr. Sung (China), Herbert Evatt (Australien), Alexander Loudon (Niederlande), Home Wrong (Kanada) und Walter Nash (Neuseeland). Indien und die Philippinen kamen später dazu.
Das Gremium hatte keinen nennenswerten Einfluss auf die militärischen Entscheidungen, die in den Händen amerikanischer Kommandeure wie MacArthur und Stilwell lagen. Den Teilnehmern war es aber möglich, Beschwerden über das US-Vorgehen zu äußern (Dampf abzulassen), aber hauptsächlich wurden Fragen zur Nachkriegspolitik erörtert. Dazu zählten die künftigen Wirtschaftsbeziehungen untereinander und in der Weltwirtschaft sowie Finanzierungs- und Rückzahlungsvereinbarungen für Anleihen. Auch Fragen zur Dekolonisation und zum Industrieaufbau gehörten dazu. Ein großes Problem stellten die Millionen von Displaced Persons in China und Hilfslieferungen (siehe UNRRA) an die Einwohner der befreiten Gebiete dar. Die Möglichkeit einer sofortigen Dekolonialisierung sah Amerika nur für die Philippinen vor, die anderen Länder wären darauf noch nicht vorbereitet. Ab Februar 1944 trafen sich die Ratsmitglieder nur noch gelegentlich und in reduziertem Kreis.